# Pacific Comics Club
Pacific Comics Club é uma editora de banda desenhada que começou a operar simultaneamente na França e na Itália, em meados da década de 1960, sob a direção de Tony Raiola. A maior parte das publicações foram reimpressões das tiras de jornal da era de Ouro da banda desenhada na sua língua original bem como em francês e italiano. As reedições tinham a preocupação de serem feitas mantendo-se as sequências dos painéis e as cores originais. Posteriormente, além das publicações, a Pacific Comics Club passou também a distribuir as reimpressões feitas por outras editoras que reproduziam outras tiras significativas. Dentre essas editoras estavam a Fantagraphics Books e a Kitchen Sink Press.